# Oval'noe
Oval'noe är en sjö i Antarktis. Den ligger i Östantarktis. Australien gör anspråk på området. Oval'noe ligger 35 meter över havet.